# Petite Couronne

kaartje van Parijs en de drie departementen van de Petite Couronne

Met de Petite Couronne worden de drie departementen aangeduid die direct om Parijs heen liggen, respectievelijk het departement van de Hauts-de-Seine (92), Seine-Saint-Denis (93) en de Val-de-Marne (94). Tot eind 1967 vormden deze departementen tezamen met Parijs het departement van de Seine. De Petite Couronne omvat 123 gemeentes, die vanaf 2016 allen deel uitmaken van de Métropole du Grand Paris.
Het sedert de 19e eeuw sterk verstedelijkte gebied kent een grote bevolkingsdichtheid; zo'n 9000 inwoners per km². Net zoals in Parijs zelf zijn de inkomensniveaus sterk verschillend per windstreek, de westelijke en zuidelijke gebieden (Hauts-de-Seine) zijn welvarender dan de noordelijke en oostelijke delen, waarbij vooral Seine-Saint-Denis (in de volksmond naar het departementnummer vaak aangeduid als de Neuf-Trois) gekenmerkt worden door door werkloosheid en armoede geteisterde banlieues.